# Lorang Christiansen
Lorang Christiansen (* 22. Januar 1917 in Oslo; † 2. Februar 1991 ebenda) war ein norwegischer Radrennfahrer und nationaler Meister im Radsport.

## Sportliche Laufbahn
Bei den Olympischen Sommerspielen 1948 in London schied er im olympischen Straßenrennen beim Sieg von José Beyaert aus. Die norwegische Mannschaft kam in der Mannschaftswertung (mit Christiansen, Aage Myhrvold, Erling Kristiansen und Leif Flengsrud) nicht in die Wertung. Bei den Olympischen Sommerspielen 1952 in Helsinki wurde er im olympischen Straßenrennen beim Sieg von André Noyelle 28. Das norwegische Team kam in der Mannschaftswertung auf den 10. Rang.
1950 gewann er die nationale Meisterschaft im Mannschaftszeitfahren über 170 Kilometer.